# Kambove
För andra betydelser, se Kambove (olika betydelser).
Kambove är en ort i Kongo-Kinshasa. Den ligger i provinsen Haut-Katanga, i den södra delen av landet, 1 400 km sydost om huvudstaden Kinshasa.